# Công suất đơn vị
Công suất đơn vị là mức công suất trên một đơn vị khối lượng của phương tiện cơ động; được tính bằng tỉ số giữa công suất hữu ích lớn nhất của động cơ với khối lượng toàn bộ hoặc khối lượng chiến đấu.
Công suất đơn vị là một chỉ tiêu quan trọng đánh giá khả năng cơ động của phương tiện cơ giới, thường dùng cho xe tăng, xe thiết giáp, xe chiến đấu bộ binh và ô tô quân sự. Đơn vị tính thường là kW/t (hoặc cv/t).
Xe tăng TYPE 90 MITSUBISHI do Nhật Bản chế tạo (sử dụng động cơ điêzen tăng áp tuabin công suất 1.500 hp (1118,55 kW)) có công suất đơn vị lớn nhất là 22,37 kW/t. 
Xe tăng STRV 103 do Thụy Điển chế tạo (sử dụng động cơ có công suất 240 hp (178,9 kW)) có công suất đơn vị nhỏ nhất là 4,51 kW/t; trong khi đó khối lượng chiến đấu của xe là 39,7 tấn, mặc dù để giảm khối lượng chiến đấu của loại xe này người ta đã không sử dụng tháp pháo và vận tốc tối đa chỉ đạt 50 km/h. 
Các thế hệ xe sản xuất gần đây, do có sự phát triển vượt bậc của khoa học, công nghệ, các vật liệu mới được sử dụng trong chế tạo động cơ cũng như vỏ giáp của xe tăng, xe thiết giáp, nên công suất đơn vị có xu hướng tăng nhờ việc tăng công suất động cơ và giảm khối lượng chiến đấu.
Để có được công suất đơn vị cao, các xe thường sử dụng động cơ công suất lớn đặc biệt là động cơ tuabin khí, đồng thời sử dụng vật liệu chế tạo vỏ giáp mới như composite, các hợp kim nhẹ nhằm giảm khối lượng chiến đấu.
Các xe tăng hạng nhẹ hiện đại có công suất đơn vị 15-18 kW/t (20-21 hp/t). Các xe tăng chủ lực, xe chiến đấu bộ binh hiện đại có công suất đơn vị 22-25 kW/t (khoảng 30 hp/t). 
Xe thiết giáp trên dưới 15 kW/t (khoảng 20 hp/t); ô tô QS 10-12 kW/t (12-15 hp/t). Đối với tàu (thuyền), đại lượng được tính bằng tỉ số giữa tổng công suất thiết bị động lực với lượng giãn nước tiêu chuẩn gọi là hệ số trang bị động lực của tàu (thuyền).